# Christoffer Källqvist
Christoffer Källqvist (* 26. srpna 1983) je švédský fotbalový brankář, který v současné době hraje ve švédském klubu BK Häcken.

## Klubová kariéra
Za BK Häcken hraje od juniorských let. V prvním utkání druhého předkola Evropské ligy 2013/14 18. července 2013 chytal proti domácímu českému celku AC Sparta Praha a v prvním poločase se prezentoval několika nejistými zákroky. Švédský klub remizoval nakonec 2:2 a odvezl si nadějný výsledek do odvety.